# 몬데인

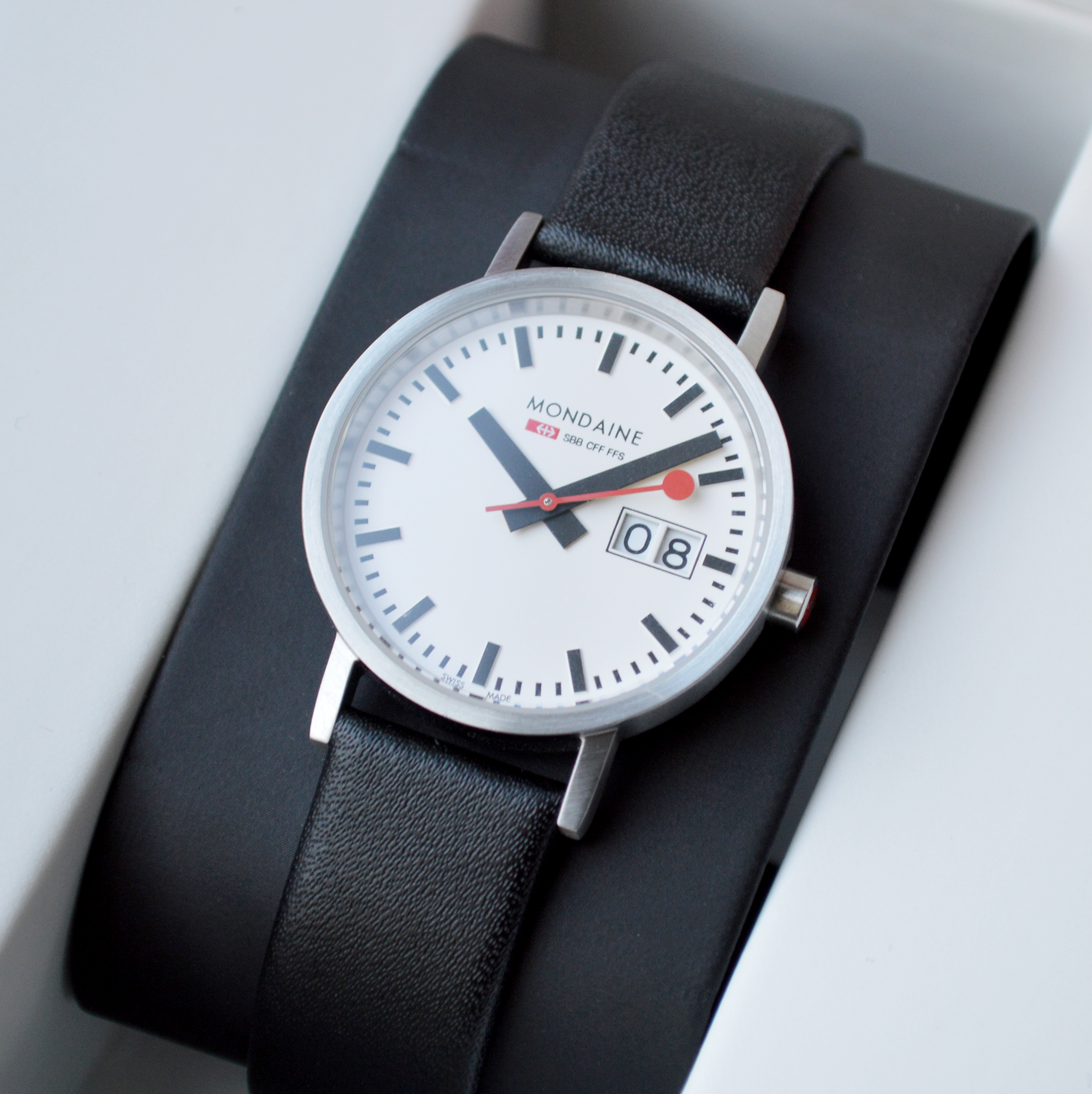
몬데인 시계 모델 30008

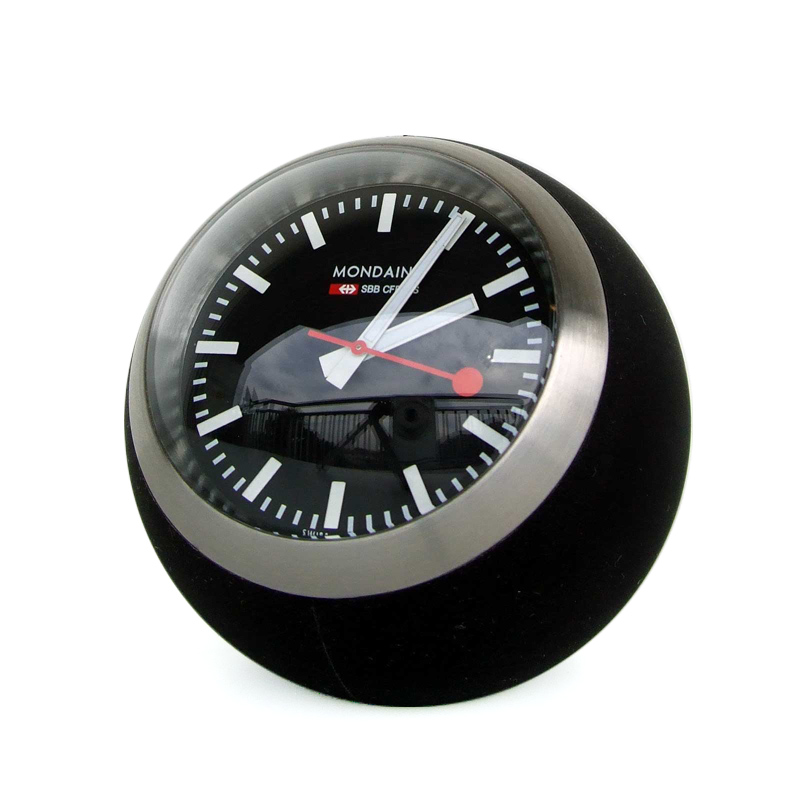
몬데인 시계 모델 30335

몬데인(Mondaine)은 스위스 회사인 몬데인 시계 회사(Mondaine Watch Ltd)에서 만든 시계 시리즈의 상표이다. 이 회사는 에르윈 베른하임에 의해 설립되었다. 처음에 그는 여러 스위스 시계 제조업체에서 제조한 손목시계를 수출했다. 그 후, 그는 스위스 비버리스트에 있는 몬데인의 자회사인 레몬타 AG에서 레버 시계 제조를 시작했다.
몬데인 시계 라인은 1986년부터 스위스 연방 철도로부터 라이센스를 받은 디자인에 이르기까지 공식적으로 스위스 철도 시계라고 하는 고전적인 스위스 철도 시계의 영향을 많이 받았다. 이 디자인은 한스 힐피커가 1944년에 시작했다.
원래의 무브먼트는 다른 시계와 달리 다음과 같은 사실 때문에 독특했다. 58초를 360도에 걸쳐(일반적인 60초가 아닌) 펼쳐서 초침이 12 숫자에서 2초 동안 완전히 정지하여 시간이 멈춘 것 같은 착각을 부여한다. 그런 다음 분침이 한 단계 나아가고 초침이 새로운 주기를 시작한다. 그러나 회사는 2001년경에 이 메커니즘으로 모델 제작을 중단했다. 2013년에 재설계된 모델이 stop2go라는 이름으로 출시되었다. 무브먼트 자체의 작동 방식에 따라 크라운은 감는 대신 앞뒤로 뒤집는 로커 스위치 모양이다.
2006년에 미국 루미녹스 회사의 지분 50%를 몬데인이 인수하여 몬데인이 미국 시장에 대한 접근성을 높이고 루미녹스가 유럽 및 아시아 시장에 대한 접근성을 높일 수 있도록 했다. 루미녹스 시계의 특징은 또 다른 스위스 회사인 mb-마이크로텍에서 제조한 소형 트리튬 장치를 사용하여 야간에 자체 전원으로 발광하는 가독성이다. 2016년에 몬데인은 루미녹스 회사의 나머지 부분을 인수하고 스위스 메이드 라벨을 사용하여 스위스에서 이 시계를 제조했다. 루미녹스 시계는 2020년 몬데인 그룹 매출의 주요 부분이 되었다.
또한 몬데인은 현대 미술에서 영감을 받은 다양한 모델을 제공하고, 피에르 가르뎅(Pierre Cardin) 브랜드로 패셔너블한 시계를 판매한다.

## 애플 아이패드 iOS6의 시계 디자인
2012년 iOS 6의 애플 iPad 시계 디자인은 SBB 직원인 한스 힐피커가 1944년에 만든 상표권 디자인과 유사했으며, 현재 몬데인에 라이선스가 부여되었다. 몬데인이 소송을 제기하겠다고 위협하자 애플은 이 문제를 법정 밖에서 해결하기로 동의했다. 애플은 iPad 시계에 사용할 디자인을 라이선스하기 위해 스위스 연방 철도에 2,250만 스위스 프랑을 지불했다.